# L'Enfer avant la mort
Pour plus de détails, voir Fiche technique et Distribution.
L'Enfer avant la mort (Comandamenti per un gangster) est un poliziottesco yougoslavo-italien réalisé par Alfio Caltabiano et sorti en 1968.

## Synopsis
un gangster retraité qui voudrait être assoiffée de vengeance pour sa frangine.

## Fiche technique
Sauf indication contraire, les informations mentionnées dans cette section peuvent être confirmées par la base de données cinématographiques IMDb,  présente dans la section « Liens externes ».
- Titre français : L'Enfer avant la mort[1]
- Titre original : Comandamenti per un gangster[2]
- Titre serbe : Poslednji obračun
- Réalisation : Alfio Caltabiano
- Scénario : Alfio Caltabiano, Dario Argento
- Photographie : Milorad Markovic
- Montage : Eugenio Alabiso
- Musique : Ennio Morricone
- Production : Salvatore Argento
- Sociétés de production : Triumph Film 67, Prodi Cinematografica, Avala Film
- Pays de production :  Italie -  Yougoslavie
- Langue de tournage : italien
- Format : Couleur (Telecolor)
- Durée : 96 minutes (1h36)[2]
- Genre : Poliziottesco
- Dates de sortie :
  - Italie : 22 mai 1968
  - France : 7 janvier 1970[1]
- Classification :
  - Italie : Interdit aux moins de 14 ans[2]

## Distribution
- Ljuba Tadić (sous le nom de « Lee Tadic ») : Northon
- Alfio Caltabiano (sous le nom de « Al Northon ») : Frank Cline dit « Cinq centimes » (Cinque centesimi en VO)
- Dante Maggio : Le Vieux
- Rade Marković (sr) (sous le nom de « Radi Markon ») : Albert Torio dit « Le Saint »
- Jovan Janićijević Burduš (sr) (sous le nom de « John Janick ») : Sir John
- Giancarlo Marras : Joe
- Giovanni Ivan Scratuglia : Le 2e homme assassiné
- Olivera Katarina : La chanteuse

## Production
L'Enfer avant la mort est le second long métrage réalisé par Alfio Caltabiano. Il est co-scénarisé par le critique de cinéma et futur réalisateur Dario Argento. Plusieurs détails du film sont caractéristiques de ce qui deviendra les traits distinctifs des films d'Argento, comme de filmer du point de vue de l'assassin sans montrer son visage et le distinguer à l'aide d'accessoires comme des gants et des détails physiques comme une cicatrice.
Les extérieurs sont tournés en Italie et surtout en Yougoslavie.

## Accueil critique
Pietro Bianchi dans Il Giorno a jugé qu'il s'agissait d'une louable tentative d'appliquer aux films de gangsters les codes du westerns.